# 10 (число)
Вижте пояснителната страница за други значения на 10.
Десет е естествено число, предхождано от девет и следвано от единайсет. С арабски цифри се изписва 10, с римски – X, а по гръцката бройна система – Ιʹ.
Числото десет е съставено от две цифри от позиционните бройни системи – 1 (едно) и 0 (нула).

## Математика
- 10 е четно число.
- 10 е съставно число.
- 10 е четвъртото триъгълно число (T4 = 1+2+3+4 = 10) и третото тетраедрално число (сума на първите 3 триъгълни числа); има само 4 други числа, които са едновременно триъгълни и тетраедрални: 1, 120, 1540 и 7140.
- 10 е сбор от първите три прости числа (2+3+5 = 10) и произведение на първото и последното число в редицата (2×5 = 10).
- 10 е сбор от първите четири факториела (0!+1!+2!+3! = 10).
- 10 е сбор от квадратите на първите две нечетни числа (1²+3² = 10).
- 10 е седмото безквадратно число.
- 10 е третото щастливо число.
- 10 е най-малкото:
  - двуцифрено число;
  - двуцифрено число с различни цифри;
  - „кръгло“ естествено число (число, което завършва на нула).
- Десет е основа на десетичната бройна система, откъдето идват и термините десетична запетая (десетичен знак) и десетична дроб.
- При умножение на число с 10 резултатът се получава като просто се добави една нула (0) след числото или ако е десетична дроб се отмества десетичният знак един път надясно.
- При деление на число на 10, ако числото има нула (0) тя се премахва в резултата, а ако няма се отмества десетичният знак един път наляво.
- Многоъгълник с 10 страни (и ъгли) се нарича десетоъгълник или декагон. Правилният десетоъгълник има вътрешен ъгъл от 144°.
- Логаритъм с основа 10 се нарича десетичен логаритъм

## Други
- Ръцете и краката имат по 10 пръста.
- Десетте Божи заповеди, Десетословие, Декалог – важна част от Библията.
- 10 е атомният номер на елемента неон.
- Десетият месец на годината е октомври.
- Декада е период от 10 дни (по-рядко 10 години), или съвкупност от 10 еднакви части.
- Десятък (10% или една десета) – един от основните данъци, плащан в България от Средновековието до началото на 20 век.
- 10 са еталонните минерали в скáлата на Моос, по която се определя относителната твърдост на различните минерали, като
  - 10-ият (най-твърдият) минерал по скáлата на Моос е диамантът.
- Модерният боулинг е с 10 кегли.
- Десет е единственото двуцифрено число означавано с една проста дума на много езици, с изключение на италийските, където има дума и за 11 и 12, испански и португалски, където имат думи до 15, както и за 40 на руски: сорок.
- Разред Десетоноги включва хиляди видове ракообразни с 10 крайника.
- Десетобой е състезание, в което са включени 10 различни лекоатлетически дисциплини.
- 10 са отделните части на речта в българския език:

1. Съществително име
2. Прилагателно име
3. Числително име
4. Глагол
5. Местоимение
6. Наречие
7. Предлог
8. Съюз
9. Частица
10. Междуметие.

## В изкуството
- „След десет години“ – студиен албум на ФСБ
- „Десет ярда“ (2004) – американска комедия
- „Десет малки негърчета“ – роман от Агата Кристи